# Maeropsis revelata
Maeropsis revelata is een vlokreeftensoort uit de familie van de Maeridae. De wetenschappelijke naam van de soort is voor het eerst geldig gepubliceerd in 1996 door Krapp-Schickel, Martì & Ruffo.